# Seiichi Hayashi
 (juin 2015).
Si vous disposez d'ouvrages ou d'articles de référence ou si vous connaissez des sites web de qualité traitant du thème abordé ici, merci de compléter l'article en donnant les références utiles à sa vérifiabilité et en les liant à la section « Notes et références ».
Seiichi Hayashi (林 静一, Hayashi Seiichi) est un mangaka et illustrateur japonais né le 7 mars 1945 à Yingkou, en Mandchourie,.
Il commence à travailler dans l'animation en 1963 pour les studios Toei et participe en tant qu'animateur au premier court métrage du studio, à l'époque où les studios d'animation commencent à produire des dessins animés pour la télévision. En 1967, il commence à collaborer avec la revue Garo. Il dessine également des pochettes de disques et affiches de théâtre pour la scène alternative de l'époque. La reconnaissance publique lui vient en 1971 avec la publication d'Elégie en rouge, dont l'édition française paraît en 2010 chez Cornélius et qu'il adapte en anime en 2007. Parallèlement à son travail d'auteur, il poursuit une carrière dans la publicité, devenant un des illustrateurs les plus réputés du Japon. En 2010, il fut l'invité d'honneur du Festival International de la Bande Dessinée d'Angoulême.